# Carl Thulin (filantrop)
Carl Andreas Thulin, född 11 juni 1879 i Stockholm, död där 18 mars 1948, var en svensk blindfilantrop.
Carl Thulin var son till skeppsklareraren Carl Gustav Thulin och Helena Kristina Gistrén. Han tvingades 1897 avbryta sina skolstudier på grund av en ögonsjukdom, vilken 1900 ledde till fullständig blindhet. Han ägnade sig sedan under hela sitt liv åt att försöka förbättra de blindas livsmöjligheter. Under vidsträckta resor studerade han omvårdnaden om dem i olika länder. Från 1903 var han en verksam ledamot av Föreningen för blindskrift, som förvaltade det svenska blindskriftsbiblioteket, tills den sammanslogs med De blindas förening, där Thulin var sekreterare 1907–1915. Särskilt var han verksam inom föreningens bibliotekskommitté. Thulin intresserade sig mest för utbildningen av intellektuellt begåvade blinda, vilka blivit försummade medan huvudvikten lagts på hantverksutbildning. För att hjälpa de studiebegåvade stiftade han 1916 De blindas bokfond, vars sekreterare och verkställande styrelseledamot han var till sin död. Denna stiftelse arbetade dels genom en vidsträckt förlagsverksamhet av i blindskrift utgivna läroböcker, skönlitteratur och musikalier, dels att utdela stipendier till begåvade blinda för utbildning till lämpligt yrke, bland annat även för akademiska studier. Thulin översatte även själv flera arbeten till blindskrift. Han var ledamot av styrelsen för de blindas vilohem Phosphorus. Från 1918 var han styrelseledamot i rederiaktiebolaget Roslagen.